# Thiểu năng trí tuệ
Thiểu năng trí tuệ, hay còn gọi là intellectual disability (ID), general learning disability, mental retardation (MR),, là một rối loạn phát triển thần kinh tổng quát được đặc trưng bằng chức năng của trí tuệ và khả năng thích nghi. Nó được định nghĩa là người có chỉ số IQ dưới 70 ngoài những thiếu hụt trong hai hoặc nhiều hành vi thích ứng ảnh hưởng đến cuộc sống hàng ngày.
Định nghĩa cũ tập trung hoàn toàn vào nhận thức, định nghĩa hiện tại bao gồm cả một thành phần liên quan đến chức năng tâm thần và một liên quan đến chức năng cá nhân trong môi trường của họ. Nhờ việc tập trung vào khả năng của con người trong thực tế, một người có IQ thấp bất thường có thể không được coi là người thiểu năng trí tuệ.
Thiểu năng trí tuệ được phân chia thành hội chứng thiểu năng trí tuệ, trong đó thiểu năng trí tuệ liên quan đến các vấn đề về y tế và dấu hiệu y khoa mang tính hành vi là rõ ràng, và thiểu năng trí tuệ phi hội chứng, trong đó thiểu năng trí tuệ xuất hiện mà không có bất thường nào khác. Hội chứng Down và hội chứng yếu nhiễm sắc thể X là những ví dụ về thiểu năng trí tuệ có hội chứng.
Thiểu năng trí tuệ ảnh hưởng đến khoảng 2 đến 3% dân số nói chung. 70% đến 95% những người bị ảnh hưởng có thiểu năng trí tuệ nhẹ. Các trường hợp không triệu chứng hoặc triệu chứng tự phát chiếm 30 đến 50% trường hợp. Khoảng một phần tư các trường hợp có nguồn gốc từ bệnh di truyền, và khoảng 5% trường hợp được thừa kế từ cha hoặc mẹ. Các trường hợp thiểu năng trí tuệ không rõ nguyên nhân ảnh hưởng đến 95 triệu người vào năm 2013.